# 自由邦省省長
自由邦省省长是南非自由邦省的政府首腦。現任自由邦省省长為非洲人國民大會的西西·恩托貝拉，她於2018年3月27日就任。

## 自由邦省省长列表
| 任次 | 姓名                 | 當選日期       | 政黨           |
| ---- | -------------------- | -------------- | -------------- |
| 1    | 莫司奧·萊科塔        | 1994年5月7日   | 非洲人國民大會 |
| 2    | 伊比·馬瑟佩-卡斯伯里 | 1996年12月18日 | 非洲人國民大會 |
| 3    | 溫基·迪雷高          | 1999年6月15日  | 非洲人國民大會 |
| 4    | 比阿特麗斯·馬沙夫    | 2004年4月26日  | 非洲人國民大會 |
| 5    | 艾斯·馬賈斯爾        | 2009年5月6日   | 非洲人國民大會 |
| 6    | 西西·恩托貝拉        | 2018年3月27日  | 非洲人國民大會 |

## 外部連結
- Official website